# Phóng hỏa

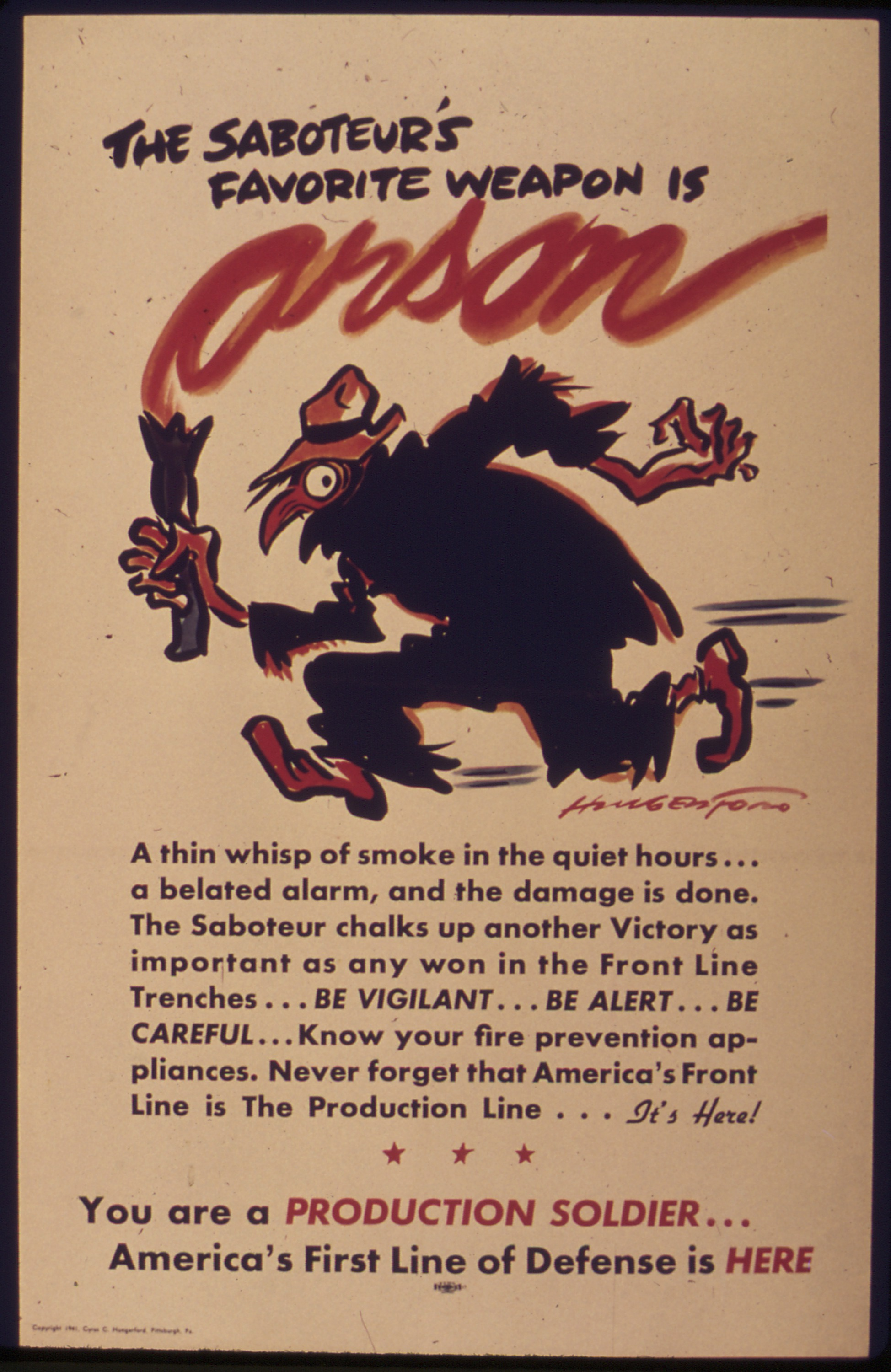
Một poster về đốt phá thời kỳ chiến tranh thế giới thứ hai của Hoa Kỳ

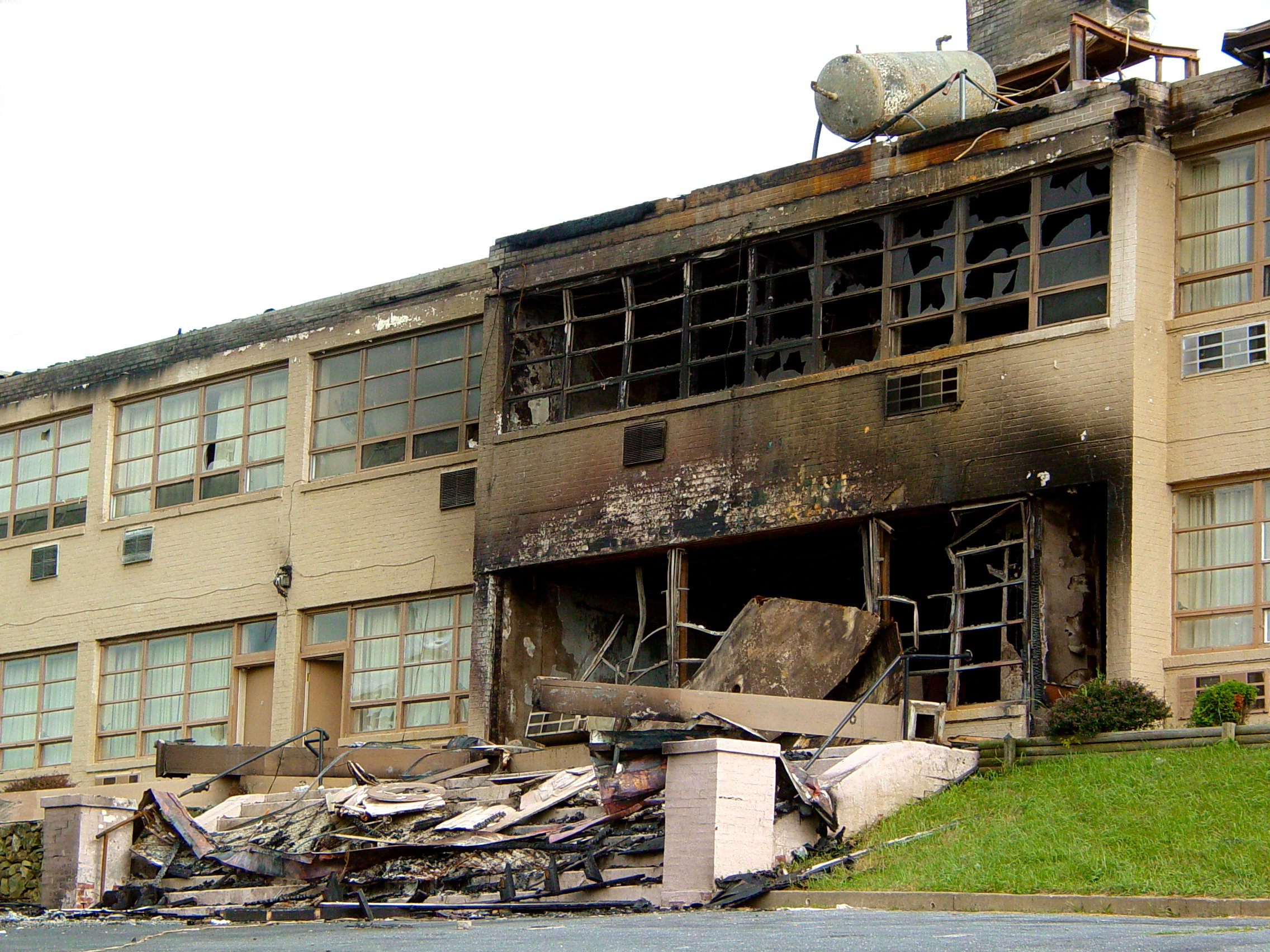
Skyline Parkway Motel tại Rockfish Gap sau khi bị đốt phá ngày 9 tháng 7 năm 2004

Phóng hỏa là tội cố ý đốt cháy hoặc cố tình đốt cháy tài sản. Mặc dù hành động này thường liên quan đến các tòa nhà, thuật ngữ phóng hỏa cũng có thể đề cập đến việc cố ý đốt những thứ khác, chẳng hạn như xe cơ giới, tàu thủy hoặc rừng. Tội phạm thường được phân loại là một trọng tội, với các trường hợp liên quan đến mức độ rủi ro cao hơn đối với tính mạng con người hoặc tài sản mang hình phạt nghiêm khắc hơn. Một động cơ phổ biến cho đốt phá là gian lận bảo hiểm. Trong những trường hợp như vậy, một người phá hủy tài sản của chính họ bằng cách đốt nó và sau đó nói dối về nguyên nhân để lấy tiền bồi thường theo chính sách bảo hiểm của họ.
Những kẻ chủ mưu đốt phá thường sử dụng chất tăng tốc (như xăng hoặc dầu hỏa) để đốt cháy, đẩy nhanh và định hướng các đám cháy, và công việc phát hiện và xác định dư lượng chất lỏng có thể bắt lửa (ILR) là một phần quan trọng của điều tra hỏa hoạn. Pyromania là một rối loạn kiểm soát xung động được đặc trưng bởi bối cảnh bệnh lý thích đốt và xem đám cháy. Hầu hết các hành vi đốt phá không được các người nhiễm bệnh lý pyromania thực hiện.

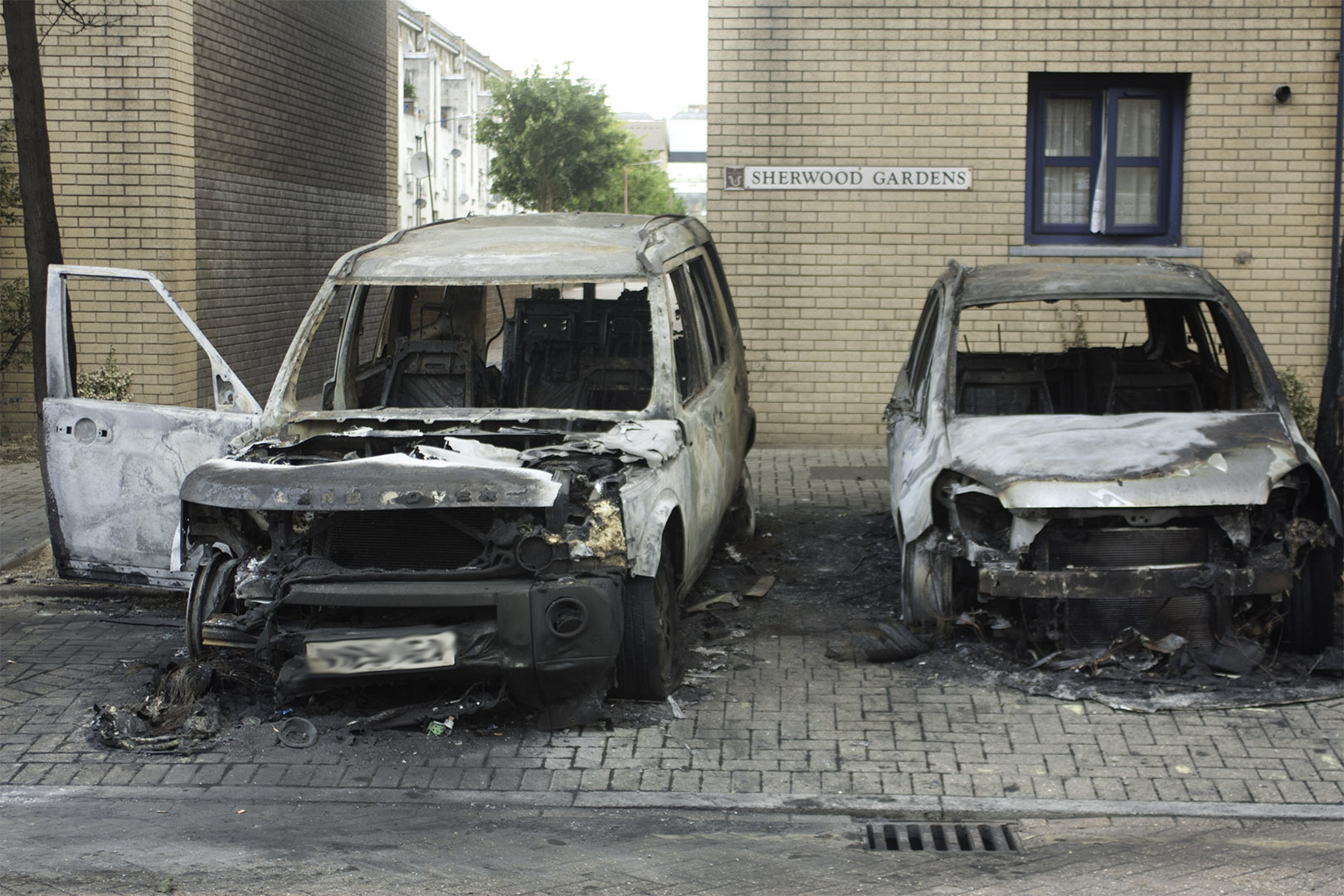
Ô tô bị hư hại do đốt phá ở Hackney, Greater London, trong cuộc nổi loạn ở Anh năm 2011